# Case dei Davanzati
Le case dei Davanzati sono un complesso di due edifici collegati nel centro storico di Firenze, situate in piazza dei Davanzati 2-3. L'edificio al n. 2 appare nell'elenco redatto nel 1901 dalla Direzione Generale delle Antichità e Belle Arti, quale edificio monumentale da considerare patrimonio artistico nazionale.

## Storia e descrizione

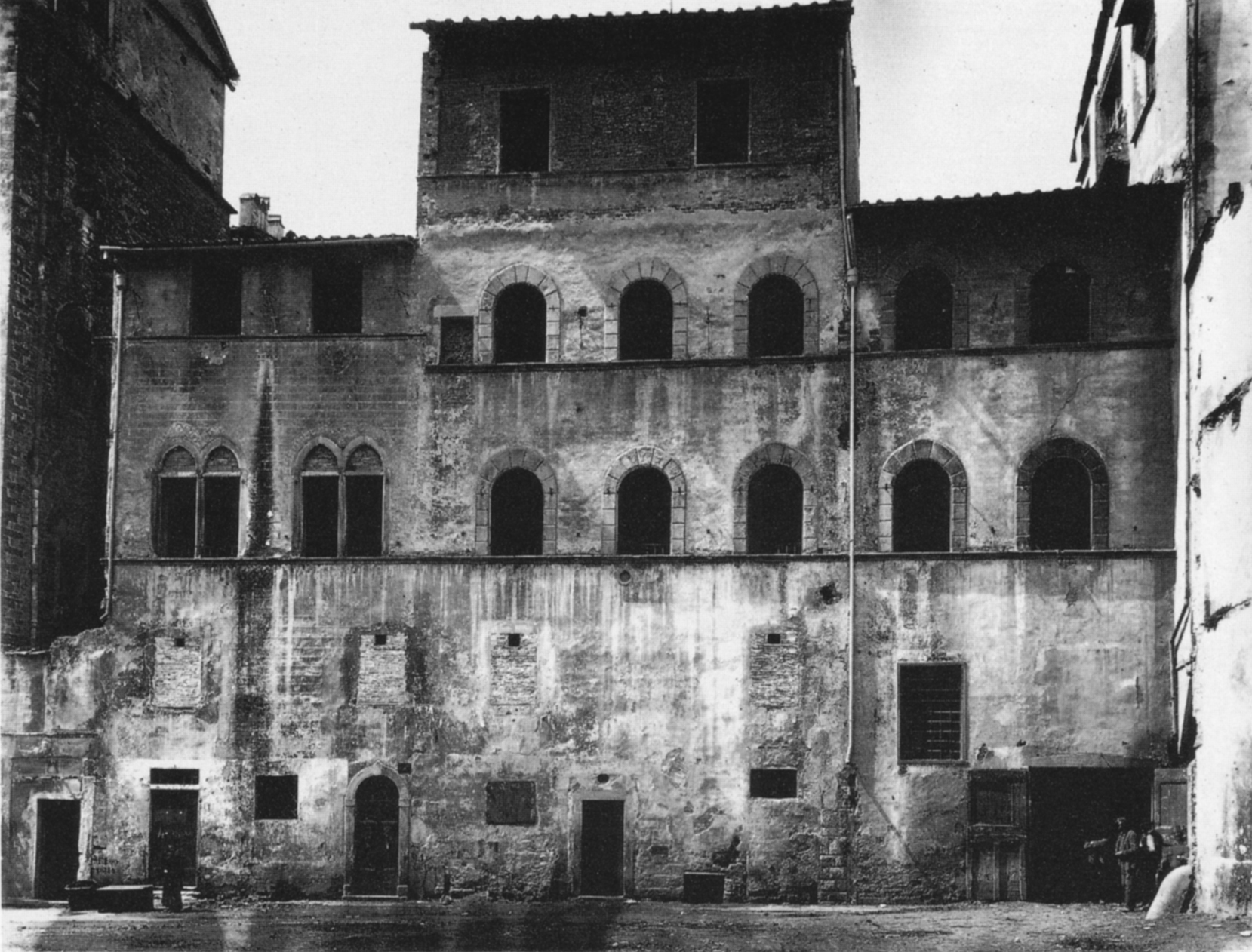
Le case dei Davanzati dopo la demolizione degli edifici antistanti

A partire da un gruppo di case dei Davanzati, di origine probabilmente trecentesca e originariamente affacciata sullo stretto chiasso degli Erri, in occasione del Risanamento di Firenze e della creazione di piazza Davanzati vennero creati due palazzetti, inglobanti parti originali ma molto rimaneggiati (anni 1900-1910 circa).  Alcune fotografie dello stato precedente ai lavori sono state pubblicate dai Thiem (1964). 

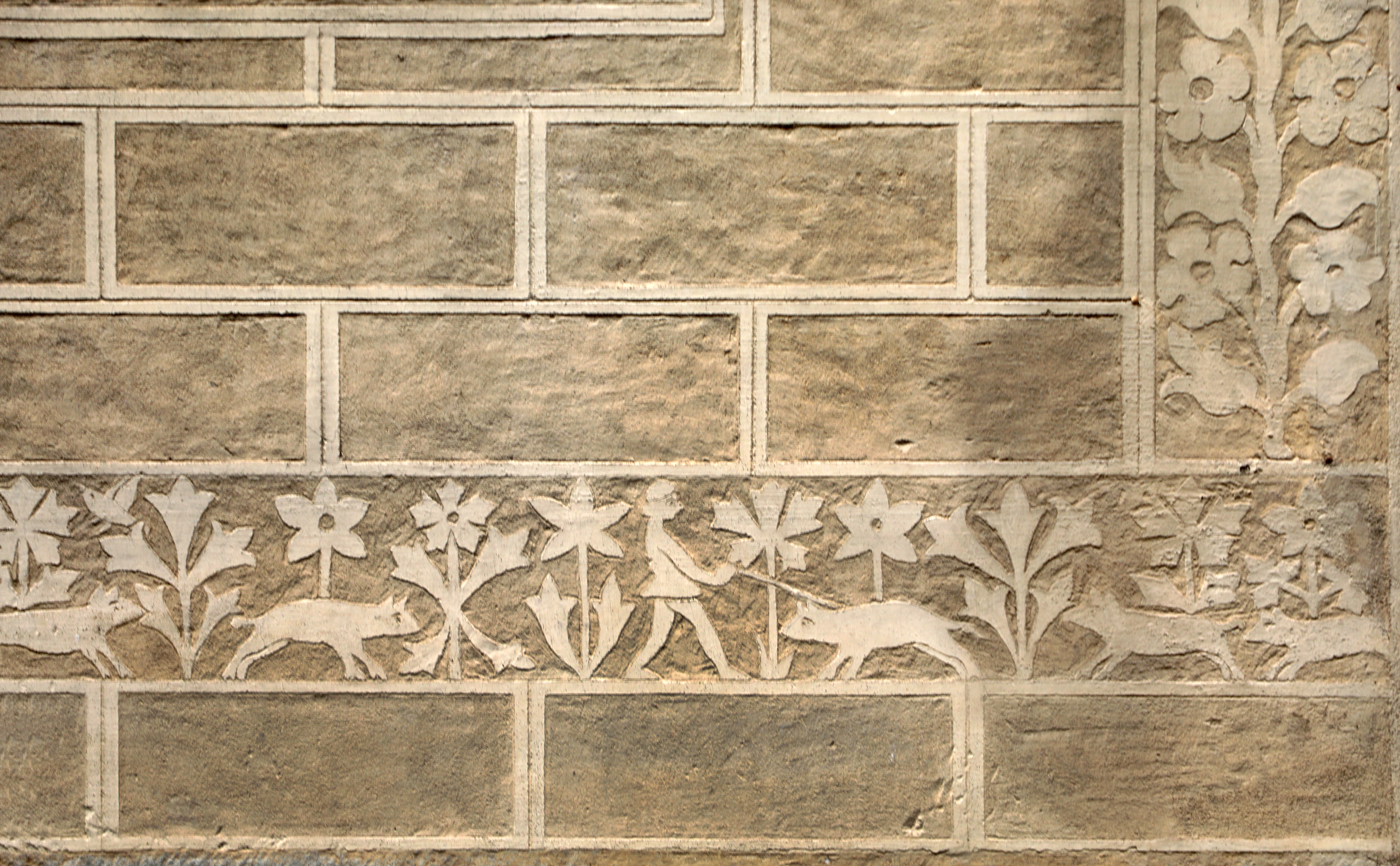
I graffiti

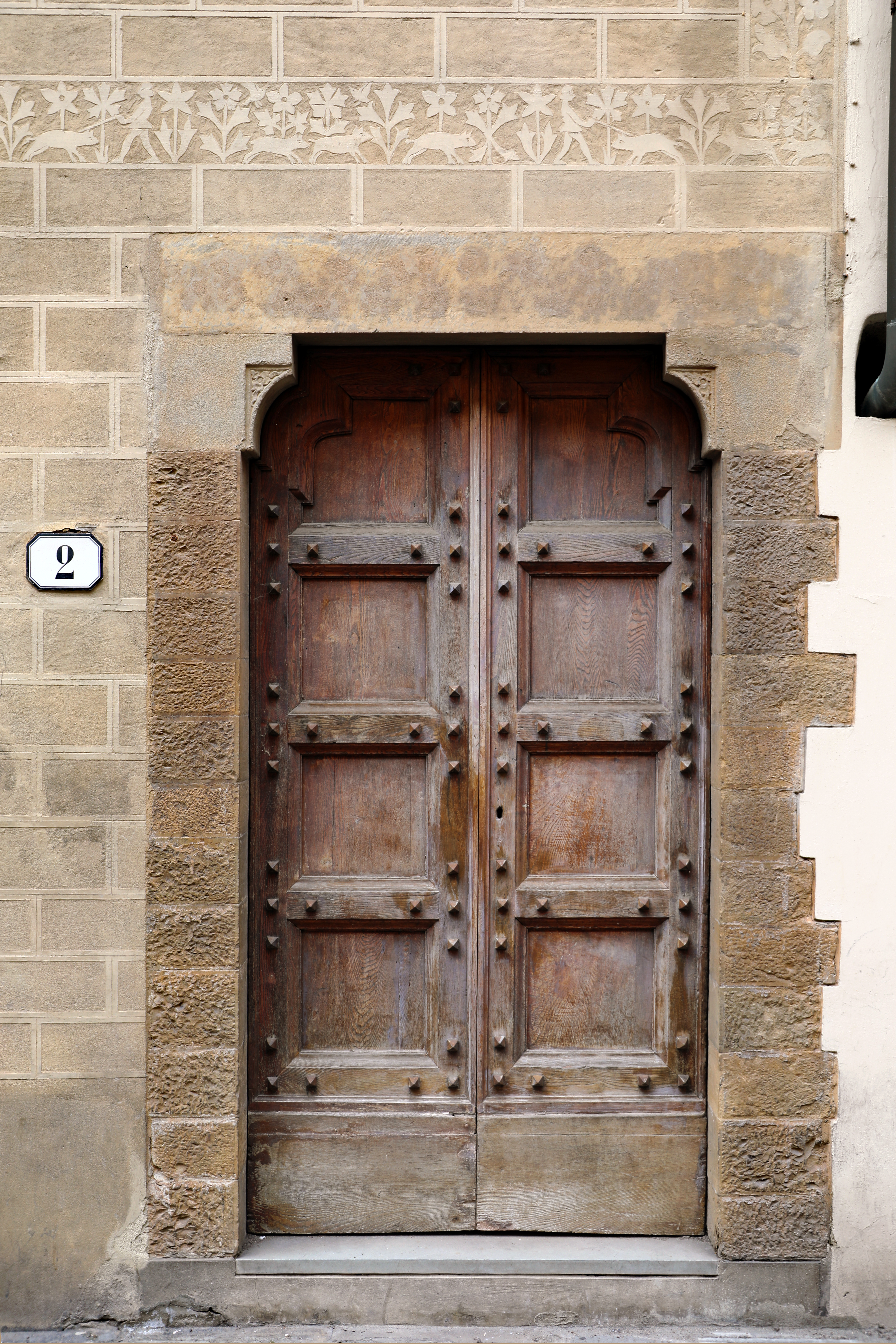
Porta della casa al n. 1

Oggi il palazzetto a sinistra (che nel catasto del 1427 appartenne ad Alessandro di Mariotto Davanzati) è segnato da bifore, sicuramente di origine antica, restaurato sotto la direzione dell'ingegnere Alighiero Roster da Galileo Chini ai primi del Novecento per essere destinato a sede della Guardia medica. Oltre al rifacimento dei graffiti di facciata, Galileo Chini decorò alcune sale interne ad imitazione degli affreschi ritrovati nelle case distrutte del centro fiorentino e, in particolare, l'attuale sala riunioni, dove, "racchiuse fra decorazioni a stampino di alberi e stemmi fiorentini, le pareti raffigurano il Peccato originale e un Trionfo della Morte di sapore trecentesco, a cui l'artista accosta soggetti allusivi alla pietas e alla salvezza dell'anima quali una Carità in trono, un tondo con la Vergine col Bambino, un San Giorgio e il drago". 
L'edificio di destra invece è una casa di cinque assi per quattro piani, già registrata nel 1427 ad Antonio di Giovanni e a Niccolaio di Roberto Davanzati, molto rimaneggiata ma comunque dalle caratteristiche quattrocentesche, con le finestre ad arco del secondo e terzo piano profilate da cornici di pietra a bozze. Corona la costruzione un loggiato tamponato a colonnine neorinascimentale (ma ispirato a tracce di una possibile loggia originale), che sugli intonaci mostra i segni, oramai labili, di una decorazione a graffito. 
I due edifici, per quanto all'esterno appaiano come diversi, sono uniti negli interni, e hanno costituito in tempi recenti una filiale della Cassa di Risparmio di Lucca Pisa Livorno, poi assorbita dal Banco BPM.